# Оксид-бромид лютеция
Оксид-бромид лютеция — неорганическое соединение, 
оксосоль лютеция и бромистоводородной кислоты с формулой LuOBr,
кристаллы.

## Получение
- Разложение кристаллогидрата бромида лютеция при нагревании:

{\displaystyle {\mathsf {LuBr_{3}\cdot xH_{2}O\ {\xrightarrow {370-520^{o}C}}\ LuOBr+2HBr+(x-1)H_{2}O}}}

## Физические свойства
Оксид-бромид лютеция образует кристаллы
тетрагональной сингонии,
пространственная группа P 4/nmm,
параметры ячейки a = 0,37646 нм, c = 0,8354 нм, Z = 2
.